# Wiera (Schwalm)
Die Wiera ist ein knapp 15 km langer, linker bzw. südwestlicher Zufluss der Schwalm in den hessischen Landkreisen Marburg-Biedenkopf und Schwalm-Eder.

## Name
Der gleichnamige Ort wurde erstmals im Jahr 1196 als Wirahin urkundlich genannt. Die ursprüngliche Endung dürfte das Hydronym -aha gewesen sein. Das Bestimmungswort könnte sich vom urkeltischen Wort *uīro- „Wasser, Milch“ oder vom germanischen *wis- mit der Bedeutung „(stinkende) Flüssigkeit“ ableiten.

## Verlauf

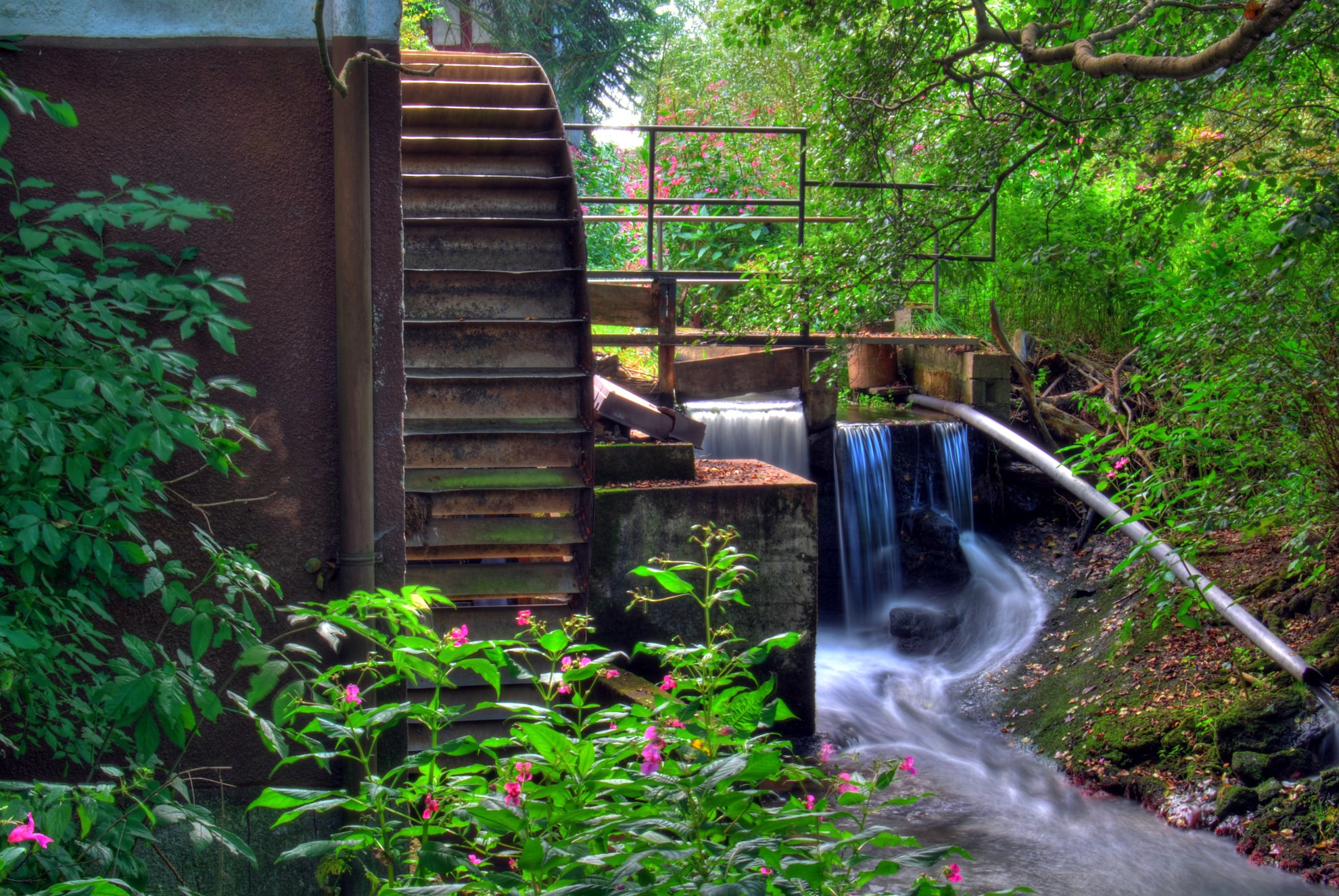
Dernmühle an der Wiera

Die Wiera entspringt nahe der Rhein-Weser-Wasserscheide im Neustädter Sattel, dem zentralen Teil der Oberhessischen Schwelle zwischen den Städten Stadtallendorf und Neustadt im Landkreis Marburg-Biedenkopf. Ihre Quelle liegt in der Gemarkung von Stadtallendorf, doch schon nach knapp 300 m erreicht der vorwiegend in nordöstlicher Richtung fließende Bach das Gebiet von Neustadt. Dort durchfließt er die Kernstadt und erreicht anschließend den nach ihm benannten Ort Wiera, einen Ortsteil von Schwalmstadt im Schwalm-Eder-Kreis. Im Stadtteil Treysa mündet die Wiera schließlich in die Schwalm.
Die Wiera wird in ihrem gesamten Lauf zwischen der Rhein-Weser-Wasserscheide und Treysa von der Main-Weser-Bahn begleitet.
Ihr wichtigster Zufluss ist das oberhalb des Ortes Wiera von links einmündende Hardwasser. Das Einzugsgebiet der Wiera ist der einzige Teil des Landkreises Marburg-Biedenkopf, der zur Weser hin entwässert, der Rest des Landkreises wird über die Lahn zum Rhein hin entwässert.